# گمینا روچیان-نگدا
گمینا روچیان-نگدا (به لهستانی:  Gmina Ruciane-Nida) یک گمینا در لهستان است که در شهرستان پیش واقع شده‌است. گمینا روچیان-نگدا ۳۵۷٫۷۴ کیلومتر مربع مساحت و ۸٬۶۲۷ نفر جمعیت دارد.